# Lijst van voetbalinterlands Griekenland - Zwitserland
Deze lijst van voetbalinterlands is een overzicht van alle officiële voetbalwedstrijden tussen de nationale teams van Griekenland en Zwitserland. De landen speelden tot op heden vijftien keer tegen elkaar. De eerste ontmoeting, een kwalificatiewedstrijd voor het Wereldkampioenschap voetbal 1970, werd gespeeld in Bazel op 12 oktober 1968. Het laatste duel, een vriendschappelijke wedstrijd, vond plaats op 1 september 2021 in Bazel.

## Wedstrijden
| №  | Plaats       | Datum            | Competitie           | Wedstrijd                 | Uitslag |
| -- | ------------ | ---------------- | -------------------- | ------------------------- | ------- |
| 1  | Bazel        | 12 oktober 1968  | WK 1970 kwalificatie | Zwitserland – Griekenland | 1 – 0   |
| 2  | Thessaloniki | 15 oktober 1969  | WK 1970 kwalificatie | Griekenland – Zwitserland | 4 – 1   |
| 3  | Athene       | 16 december 1970 | EK 1972 kwalificatie | Griekenland – Zwitserland | 0 – 1   |
| 4  | Bern         | 12 mei 1971      | EK 1972 kwalificatie | Zwitserland – Griekenland | 1 – 0   |
| 5  | Zürich       | 1 april 1980     | Vriendschappelijk    | Zwitserland – Griekenland | 2 – 0   |
| 6  | Athene       | 1 december 1982  | Vriendschappelijk    | Griekenland – Zwitserland | 1 – 3   |
| 7  | Athene       | 8 maart 1995     | Vriendschappelijk    | Griekenland – Zwitserland | 1 – 1   |
| 8  | Athene       | 28 april 1999    | Vriendschappelijk    | Griekenland – Zwitserland | 1 – 1   |
| 9  | Sankt Gallen | 16 augustus 2000 | Vriendschappelijk    | Zwitserland – Griekenland | 2 – 2   |
| 10 | Iraklion     | 31 maart 2004    | Vriendschappelijk    | Griekenland – Zwitserland | 1 – 0   |
| 11 | Piraeus      | 15 oktober 2008  | WK 2010 kwalificatie | Griekenland – Zwitserland | 1 – 2   |
| 12 | Bazel        | 5 september 2009 | WK 2010 kwalificatie | Zwitserland – Griekenland | 2 – 0   |
| 13 | Piraeus      | 6 februari 2013  | Vriendschappelijk    | Griekenland – Zwitserland | 0 – 0   |
| 14 | Athene       | 23 maart 2018    | Vriendschappelijk    | Griekenland – Zwitserland | 0 – 1   |
| 15 | Bazel        | 1 september 2021 | Vriendschappelijk    | Zwitserland − Griekenland | 2 − 1   |

## Samenvatting
| Competitie        | Totaal gespeeld | Winst Griekenland | Gelijk | Winst Zwitserland | Doelsaldo Griekenland – Zwitserland |
| ----------------- | --------------- | ----------------- | ------ | ----------------- | ----------------------------------- |
| WK-kwalificatie   | 4               | 1                 | 0      | 3                 | 5 − 6                               |
| EK-kwalificatie   | 2               | 0                 | 0      | 2                 | 0 − 2                               |
| Vriendschappelijk | 9               | 1                 | 4      | 4                 | 7 − 12                              |
| Totaal            | 15              | 2                 | 4      | 9                 | 12 − 20                             |

## Details

### Vijfde ontmoeting
| Vriendschappelijk (Zürich, Zwitserland, 1 april 1980): |       |             |
| Zwitserland                                            | 2 – 0 | Griekenland |
| Marc Schnyder 9' Marc Schnyder 76'                     | goals |             |

### Zesde ontmoeting
| Vriendschappelijk (Athene, Griekenland, 1 december 1982):                                |       |                                                     |
| Griekenland                                                                              | 1 – 3 | Zwitserland                                         |
| Nikos Anastopoulos 23'                                                                   | goals | 9' André Egli 61' Claudio Sulser 79' Claudio Sulser |
| - Debuut van Dimitris Aivazidis, Vangelis Vlahos en Dimitris Saravakos voor Griekenland. |       |                                                     |

### Zevende ontmoeting
| Vriendschappelijk (Athene, Griekenland, 8 maart 1995): |       |                     |
| Griekenland                                            | 1 – 1 | Zwitserland         |
| Zisis Vryzas 49'                                       | goals | 7' Walter Fernandez |

### Tiende ontmoeting
| Vriendschappelijk (Iraklion, Griekenland, 31 maart 2004): |       |             |
| Griekenland                                               | 1 – 0 | Zwitserland |
| Vasilis Tsiartas 56'                                      | goals |             |
| - Debuut van Daniel Gygax (FC Zürich) voor Zwitserland.   |       |             |

### Twaalfde ontmoeting
| WK 2010 kwalificatie (Bazel, Zwitserland, 5 september 2009): |       |             |
| Zwitserland                                                  | 2 – 0 | Griekenland |
| Stéphane Grichting 83' Marco Padalino 88'                    | goals |             |

### Dertiende ontmoeting
| Vriendschappelijk (Piraeus, Griekenland, 6 februari 2013): |       |             |
| Griekenland                                                | 0 – 0 | Zwitserland |
|                                                            | goals |             |

### Veertiende ontmoeting
| Vriendschappelijk (Athene, Griekenland, 23 maart 2018):                                                            |       |                     |
| Griekenland | 0 – 1 | Zwitserland         |
| | goals | 59' Blerim Džemaili |
| - Debuut van Efthimis Koulouris (PAOK) voor Griekenland. - Debuut van Dimitri Oberlin (FC Basel) voor Zwitserland. |       |                     |

EPO · A-internationals · Bondscoaches · Selecties · Grieks vrouwenelftal · Olympisch elftal · Griekenland U21 · Griekenland U20 · Griekenland U19 · Griekenland U18 · Griekenland U17 · Griekenland U16
1920 – 1929 ·
1930 – 1939 ·
1940 – 1949 ·
1950 – 1959 ·
1960 – 1969 ·
1970 – 1979 ·
1980 – 1989 ·
1990 – 1999 ·
2000 – 2009 ·
2010 – 2019 ·
2020 − 2029
EK 1980 · 
EK 2004 · 
EK 2008 · 
EK 2012
WK 1994 · 
WK 2010 · 
WK 2014
OS 1920 · 
OS 1952 · 
OS 2004
1920 · 
1921–1928 · 
1929 · 
1930 · 
1931 · 
1932 · 
1933 · 
1934 · 
1935 · 
1936 · 
1937 · 
1938 · 
1939–1947 · 
1948 · 
1949 · 
1950 · 
1952 · 
1952 · 
1953 · 
1954 · 
1955 · 
1956 · 
1957 · 
1958 · 
1959 · 
1960 · 
1961 · 
1962 · 
1963 · 
1964 · 
1965 · 
1966 · 
1967 · 
1968 · 
1969 · 
1970 · 
1971 · 
1972 · 
1973 · 
1974 · 
1975 · 
1976 · 
1977 · 
1978 · 
1979 · 
1980 · 
1981 · 
1982 · 
1983 · 
1984 · 
1985 · 
1986 · 
1987 · 
1988 · 
1989 · 
1990 · 
1991 ·
1992 · 
1993 · 
1994 · 
1995 · 
1996 · 
1997 · 
1998 · 
1999 · 
2000 · 
2001 · 
2002 · 
2003 · 
2004 · 
2005 · 
2006 · 
2007 · 
2008 · 
2009 · 
2010 · 
2011 · 
2012 · 
2013 · 
2014 · 
2015 · 
2016 · 
2017 · 
2018 ·
2019 ·
2020 ·
2021 ·
2022 ·
2023
Albanië ·
Argentinië ·
Armenië ·
Australië ·
België ·
Bolivia ·
Bosnië en Herzegovina ·
Brazilië ·
Bulgarije ·
Canada ·
Chili ·
Colombia ·
Costa Rica ·
Cyprus ·
Denemarken ·
DDR · 
Duitsland ·
Ecuador · 
Egypte ·
El Salvador ·
Engeland ·
Estland ·
Ethiopië ·
Faeröer ·
Finland ·
Frankrijk ·
Georgië ·
Ghana ·
Gibraltar ·
Honduras ·
Hongarije ·
Ierland ·
IJsland ·
Israël ·
Italië ·
Ivoorkust ·
Japan ·
Joegoslavië ·
Kameroen ·
Kazachstan ·
Kosovo ·
Kroatië ·
Letland ·
Libië ·
Liechtenstein ·
Litouwen ·
Luxemburg ·
Malta ·
Marokko ·
Mexico ·
Moldavië ·
Montenegro ·
Nederland ·
Nieuw-Zeeland ·
Nigeria ·
Noord-Ierland ·
Noord-Korea · 
Noorwegen ·
Oekraïne ·
Oostenrijk ·
Palestina ·
Paraguay · 
Polen ·
Portugal ·
Qatar ·
Roemenië ·
Rusland ·
San Marino ·
Saoedi-Arabië · 
Schotland ·
Senegal · 
Servië · 
Slovenië ·
Slowakije ·
Sovjet-Unie ·
Spanje ·
Syrië ·
Tsjechië ·
Tsjecho-Slowakije ·
Turkije ·
Verenigde Staten ·
Wales ·
Wit-Rusland · 
Zuid-Korea ·
Zweden ·
Zwitserland
Colombia (2014) · 
Costa Rica (2014) · 
Duitsland (2012) · 
Ivoorkust (2014) · 
Japan (2014) ·
Polen (2012) ·
Portugal (2004, 2) · 
Rusland (2008) ·
Rusland (2012) ·
Spanje (2008) ·
Tsjechië (2012) ·
Zuid-Korea (2010) ·
Zweden (2008)
SFV · A-internationals · Selecties · Bondscoaches · Zwitsers vrouwenelftal · Olympisch elftal · Zwitserland U21 · Zwitserland U19 · Zwitserland U18 · Zwitserland U17 · Zwitserland U16 · Vrouwen U17
1905 – 1919 · 
1920 – 1929 · 
1930 – 1939 · 
1940 – 1949 · 
1950 – 1959 · 
1960 – 1969 · 
1970 – 1979 · 
1980 – 1989 · 
1990 – 1999 · 
2000 – 2009 · 
2010 – 2019 · 
2020 – 2029
EK's: 1996 · 
2004 · 
2008 · 
2016 · 
2020 · 
2024
WK's: 1934 · 
1938 · 
1950 · 
1954 · 
1962 · 
1966 · 
1994 · 
2006 · 
2010 · 
2014 · 
2018 · 
2022
OS: 1924 · 
1928 · 
2012
1905 · 
1906 · 1907 · 
1908 · 
1909 · 
1910 · 
1911 · 
1912 · 
1913 · 
1914 · 
1915 · 
1916 · 
1917 · 
1918 · 
1919 · 
1920 · 
1921 · 
1922 · 
1923 · 
1924 · 
1925 · 
1926 · 
1927 · 
1928 · 
1929 · 
1930 · 
1931 · 
1932 · 
1933 · 
1934 · 
1935 · 
1936 · 
1937 · 
1938 · 
1939 · 
1940 · 
1941 · 
1942 · 
1943 · 
1944 · 
1945 · 
1946 · 
1947 · 
1948 · 
1949 · 
1950 · 
1952 ·
1952 · 
1953 · 
1954 · 
1955 · 
1956 · 
1957 · 
1958 · 
1959 · 
1960 · 
1961 · 
1962 · 
1963 · 
1964 · 
1965 · 
1966 · 
1967 · 
1968 · 
1969 · 
1970 · 
1971 · 
1972 · 
1973 · 
1974 · 
1975 · 
1976 · 
1977 ·
1978 · 
1979 · 
1980 · 
1981 · 
1982 · 
1983 · 
1984 · 
1985 · 
1986 · 
1987 · 
1988 · 
1989 · 
1990 ·
1991 · 
1992 · 
1993 · 
1994 ·
1995 · 
1996 · 
1997 · 
1998 · 
1999 · 
2000 · 
2001 · 
2002 · 
2003 · 
2004 · 
2005 · 
2006 · 
2007 · 
2008 · 
2009 · 
2010 · 
2011 · 
2012 · 
2013 ·
2014 ·
2015 ·
2016 ·
2017 ·
2018 ·
2019 ·
2020 ·
2021 ·
2022
Albanië ·
Algerije · 
Andorra · 
Argentinië ·
Australië ·
Azerbeidzjan ·
België ·
Bolivia ·
Bosnië en Herzegovina ·
Brazilië ·
Bulgarije ·
Canada ·
Chili ·
China ·
Colombia ·
Costa Rica ·
Cyprus ·
Denemarken ·
DDR ·
Duitsland ·
Ecuador ·
Egypte ·
Engeland · 
Estland ·
Faeröer ·
Finland ·
Frankrijk ·
Georgië ·
Ghana ·
Gibraltar ·
Griekenland ·
Honduras ·
Hongarije ·
Hongkong ·
Ierland ·
IJsland ·
Israël ·
Italië ·
Ivoorkust ·
Jamaica ·
Japan ·
Joegoslavië ·
Kameroen ·
Kenia ·
Kosovo ·
Kroatië ·
Letland ·
Liechtenstein ·
Litouwen ·
Luxemburg ·
Malta ·
Marokko ·
Mexico ·
Moldavië ·
Montenegro ·
Nederland ·
Nigeria ·
Noord-Ierland ·
Noorwegen ·
Oekraïne ·
Oman ·
Oostenrijk ·
Panama ·
Peru ·
Polen ·
Portugal ·
Qatar ·
Roemenië ·
Rusland ·
Saarland ·
San Marino ·
Schotland ·
Servië ·
Slovenië ·
Slowakije ·
Sovjet-Unie · 
Spanje ·
Togo ·
Tsjechië ·
Tsjecho-Slowakije ·
Tunesië ·
Turkije ·
Uruguay ·
Venezuela ·
VA Emiraten ·
Verenigde Staten ·
Wales ·
Wit-Rusland ·
Zimbabwe ·
Zuid-Korea ·
Zweden
Albanië (2016) ·
Argentinië (2014) ·
Brazilië (2018) ·
Chili (2010) ·
Costa Rica (2018) ·
Ecuador (2014) ·
Frankrijk (2006) ·
Frankrijk (2014) ·
Frankrijk (2016) ·
Frankrijk (2021) ·
Honduras (2010) · 
Honduras (2014) · 
Italië (2021) · 
Oekraïne (2006) ·
Portugal (2008)  · 
Portugal (2022) · 
Roemenië (2016) · 
Servië (2018) ·
Spanje (2010) ·
Spanje (2021) ·
Togo (2006) ·
Tsjechië (2008) ·
Turkije (2008) ·
Turkije (2021) ·
Wales (2021) ·
Zuid-Korea (2006) ·
Zweden (2018)